# Jakob Farner
Jakob Farner (* 5. März 1918; † 1995) war ein Blasmusikdirigent aus dem Schweizer Kanton Zürich.
Er wuchs in Zürich-Altstetten auf und war ab seinem 13. Altersjahr Mitglied der Knabenmusik der Musikgesellschaft Zürich-Altstetten – als Trompetenspieler. Zwei Jahre später erlernte er auch das Spiel auf dem Flügelhorn. Er absolvierte eine Lehre als Möbelschreiner und arbeitete später als Möbelverkäufer. 1958 übernahm er als Gastwirt das Restaurant Frohsinn in Embrach. 1934–36 spielte er in einer Ländlerkapelle Echo vom Sunneberg. 1939–42 studierte er am Konservatorium die Harmonie- und Kompositionslehre. Ungefähr zur selben Zeit spielte er Klavier und Trompete in der Ländlerkapelle Echo vom Uetliberg. 1949 wurde er Vizedirigent und 1952 Direktor des Orchestervereins Altstetten.
Bis 1998 war er musikalischer Leiter der Dorfspatzen Oberägeri.
Für seine musikalischen Verdienste wurde er 1990 mit dem Goldenen Violinschlüssel ausgezeichnet.